# 底格里斯河隧道
所谓的底格里斯河隧道是土耳其迪亚巴克尔以北约50英里处的一个长度约为750米的洞穴。波基林溪流经这个洞穴。它是底格里斯河的一个源头，尽管长期以来人们认为隧道的出口就是底格里斯河，但它其实不是主要的源头。事实上，底格里斯河的真正源头就在距离底格里斯河隧道不远的宾格尔附近。其附近有几个考古遗迹、三个亚述帝国和新亚述帝国时期的浮雕以及五处铭文。
在这些浮雕中，保存最完好的当属刻在隧道石壁上的提格拉特帕拉沙尔一世和沙尔马那塞尔三世的浮雕。现藏于大英博物馆的巴拉瓦特门的青铜门环上的浮雕显示这两个亚述国王的浮雕是在公元前852年雕刻的。隧道上方有一个天然岩拱，通过乌拉尔图人建造的台阶与隧道相连。隧道出口上方还有一些洞穴。其中最大的一个洞穴有浮雕和沙尔马那塞尔三世的铭文，但浮雕的保存状况很差。

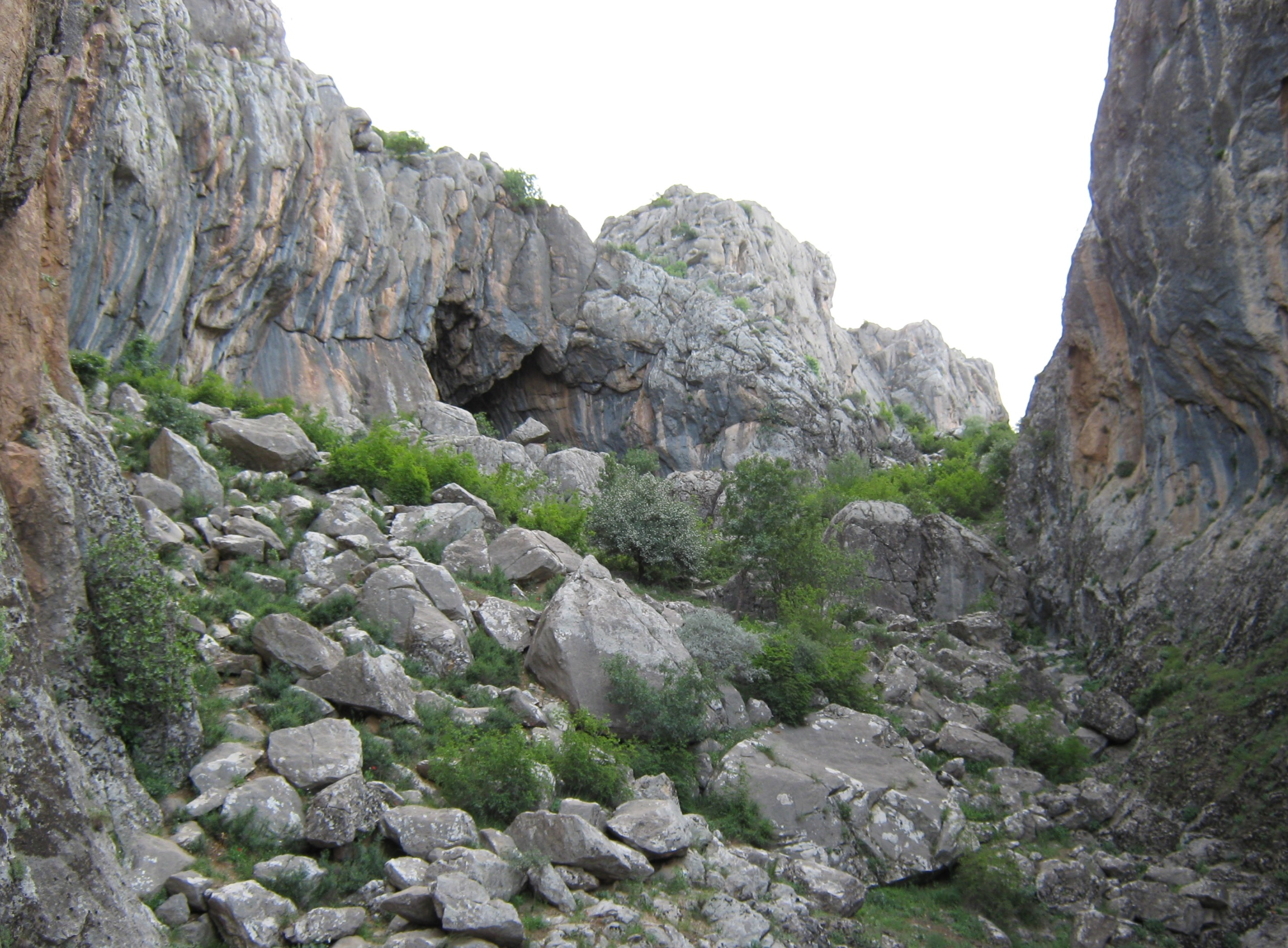
隧道出口处上部的洞穴
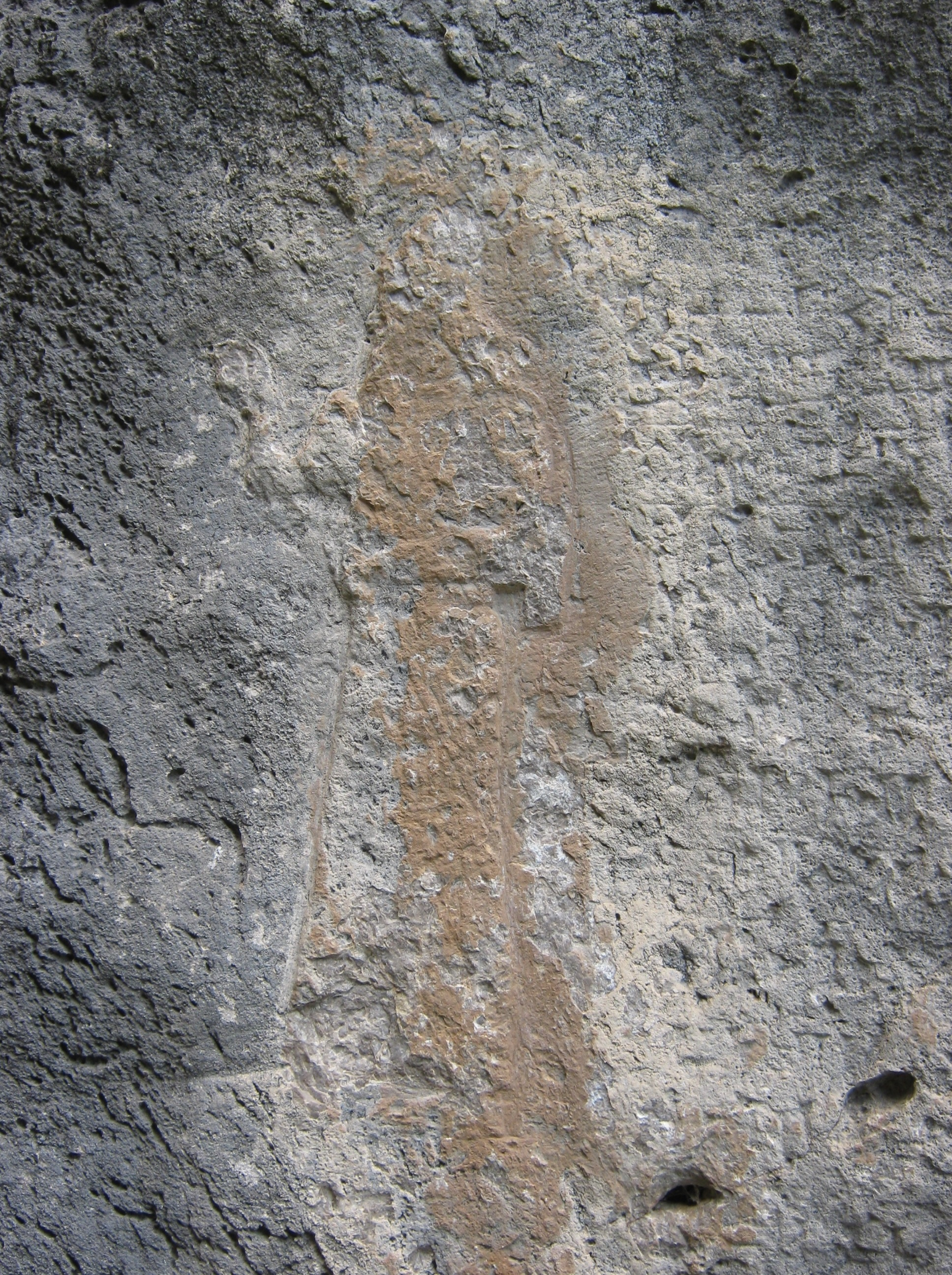
沙尔马那塞尔三世的浮雕

## 相关来源
- Kreppner, Florian Janoscha, "Public Space in Nature: The Case of Neo-Assyrian Rock-Reliefs", Altorientalische Forschungen, 29/2 (2002): 367-383, online at Academia.edu （页面存档备份，存于）
- Andreas Schachner (2009): Assyriens Könige an einer der Quellen des Tigris. Archäologische Forschungen im Höhlensystem des sogenannten Tigris-Tunnels. Tübingen.